# Enrico Lacruz
Enrico Lacruz (ur. 31 sierpnia 1993 w Arnhem) – holenderski bokser, uczestnik igrzysk olimpijskich w 2016 roku. 

## Życiorys
W 2016 roku zwyciężył w krajowym Eindhoven Box Cup 2016 w wadze do 60 kg. W tym samym roku uczestniczył w igrzyskach olimpijskich rozgrywanych w Rio de Janeiro w tej samej wadze. W 1/16 pokonał reprezentanta Tajwanu Lai Chun-ena, zaś w 1/8 pokonał go Mongoł Dordżnjambuugijn Otgondalaj. Tym samym odpadł z dalszej rywalizacji. 